# 嵩山路街道 (株洲市)
嵩山路街道，中华人民共和国湖南省株洲市天元区下属的一个街道，因境内嵩山路而得名。

## 建制沿革
- 1997年8月，设置嵩山路街道。

## 行政区划
嵩山路街道下辖8个社区、4个管理处：
- 大湖塘社区、花园里社区、桥北社区、湘银社区、大坪社区、小湖塘社区、白鹤社区、莲花社区
- 大坪管理处、莲花管理处、东湖管理处、隆兴管理处